# Valerică Găman
Valerică Marius Găman (Băilești, Rumania, 25 de febrero de 1989) es un futbolista profesional rumano. Juega como defensa y su equipo es el F. C. Hermannstadt de la Liga I. Es internacional absoluto con Rumania.

## Trayectoria

### Universitatea Craiova
Fue el capitán de Universitatea Craiova y un jugador habitual con Rumanía sub-21. En febrero de 2011 fue declarado agente libre, pero mientras tanto firmó un nuevo contrato con U Craiova, a partir del 1 de julio de 2011. Así que jugó en la primavera de 2011 para el Dinamo Bucureşti, y regresó a Craiova en julio.

### Astra
Tras la disolución de Universitatea, Găman fue nuevamente declarado agente libre y firmó el 3 de agosto de 2011 un contrato de cinco años con el Astra Giurgiu.

### Karabükspor
En julio de 2016 Gaman firmó con el Karabukspor un contrato hasta 2019.

## Clubes
| Club                  | País           | Año       |
| --------------------- | -------------- | --------- |
| Universitatea Craiova | Rumania        | 2006-2011 |
| Dinamo de Bucarest    | Rumania        | 2011      |
| Astra Giurgiu         | Rumania        | 2011-2016 |
| Kardemir Karabükspor  | Turquía        | 2016-2018 |
| FCSB                  | Rumania        | 2018      |
| Al-Shabab Club        | Arabia Saudita | 2018-2019 |
| Astra Giurgiu         | Rumania        | 2020-2021 |
| Universitatea Craiova | Rumania        | 2021-2023 |
| F. C. Hermannstadt    | Rumania        | 2023-     |

## Palmarés

### Títulos nacionales
| Título               | Club                  | País    | Año     |
| -------------------- | --------------------- | ------- | ------- |
| Copa de Rumania      | Astra Giurgiu         | Rumania | 2013-14 |
| Supercopa de Rumania | Astra Giurgiu         | Rumania | 2014    |
| Liga I               | Astra Giurgiu         | Rumania | 2015-16 |
| Supercopa de Rumania | Universitatea Craiova | Rumania | 2021    |